# Jānis Streičs
Jānis Streičs, né le 26 septembre 1936 à Preiļu pagasts en Lettonie est un réalisateur, scénariste et acteur letton. Il est docteur honoris causa de l'Académie des sciences de Lettonie. Son film L'Enfant est présélectionné pour l'Oscar du meilleur film en langue étrangère en 1993.

## Biographie
Jānis Streičs nait entre Jasmuiža et Preiļi dans le pagasts de Preiļi. Son père s'appelle également Jānis Streičs, sa mère Olga Streiča. Bientôt la famille déménage à Riga, puis, à Kurzeme. Là-bas, en 1937, nait la sœur du futur réalisateur Ruta et, en 1939, son frère Ēriks. Après 1940, la famille retourne du côté de Preiļi à Gailīšu pagasts où nait sa sœur cadette Anastasija. Cette même année, le père de Jānis s'engage dans la légion - une unité de la Waffen-SS, il ne rentre plus à la maison, après la guerre il s'installe à Coventry et y refait sa vie. Le père et le fils ne se reverront que cinquante ans plus tard, dans une maison de retraite en Angleterre où le père décède peu après. Orphelin de mère a onze ans, Jānis est élevé avec le reste de la fratrie par sa tente et sa grand-mère. Son grand-père, un garde forestier, est arrêté par les soviétiques et déporté en Sibérie où il meurt. Jānis est scolarisé à l'école du village de Gailīši, puis, à l'école pédagogique de Rēzekne. Il fait son service militaire à l'Oblast de Voronej, après quoi, en 1959, il s'inscrit à la faculté des réalisateurs du Conservatoire de Riga. À la fin de ses études, en 1964, il est engagé en qualité d’assistant par Aleksandrs Leimanis pour le film L'Armée de Bergeronnette (Cielaviņas armija). Un an plus tard, ils travaillent de nouveau ensemble dans Tobago change le cap (Tobago maina kursu, 1965).
En 1978, il réalise l'adaptation télévisée de Théâtre de William Somerset Maugham (1915), avec Vija Artmane, Gunārs Cilinskis et Ivars Kalniņš.
Le Centre national cinématographique de la Lettonie considère Streičs comme probablement le plus important réalisateur letton des années 1970-1980 et compare son œuvre à celui de Frank Capra.

## Vie privée
Jānis Streičs a deux enfants. Sa fille Viktorija Streiča est une actrice. Son fils, le réalisateur Kristaps Streičs (1970-2010), périt dans un accident de deltaplane près de Daugavpils. Le réalisateur est aussi, à ses heures, peintre amateur.

## Prix et hommages
- 1976 : Prix du Komsomol pour le film Sancho, l'ami fidèle (Uzticamais draugs Sančo, 1974) et Mon ami - homme léger (Mans draugs - nenopietns cilvēks, 1975);
- 1977 : prix de l'année pour Mon ami - homme léger au 2e Festival cinématographique de Tcheliabinsk;
- 1984 : prix du jury au festival cinématographique de Kiev pour le film Les passions des autres (Svešās kaislības, 1983);
- 1998 : médaille d’honneur de l'Ordre des Trois Étoiles de Lettonie.
- 1978, 1981, 1991 : prix au festival du film letton Lielais Kristaps[6].

## Filmographie
| Année | Titre                                                   | contribution                               |
| ----- | ------------------------------------------------------- | ------------------------------------------ |
| 1967  | Kapteiņa Enriko pulkstenis                              | coréalisateur avec Ēriks Lācis             |
| 1969  | Les Garçons de l'île de Livov (lv)                      | scénariste, coréalisateur avec Ēriks Lācis |
| 1970  | Šauj manā vietā                                         | réalisateur, acteur                        |
| 1972  | Vālodzīte                                               | réalisateur                                |
| 1973  | Cāļus skaita rudenī                                     | acteur                                     |
| 1974  | Uzticamais draugs Sančo                                 | réalisateur                                |
| 1975  | Mans draugs - nenopietns cilvēks                        | réalisateur                                |
| 1976  | Meistars                                                | scénariste, réalisateur                    |
| 1977  | Vīrietis labākajos gados                                | acteur                                     |
| 1978  | Teātris                                                 | scénariste, réalisateur, acteur            |
| 1979  | Nepabeigtās vakariņas                                   | réalisateur, acteur                        |
| 1981  | Limousine dans les couleurs de la nuit de la Saint-Jean | réalisateur                                |
| 1981  | Atcerēties vai aizmirst                                 | réalisateur                                |
| 1983  | Svešās kaislības                                        | scénariste, réalisateur                    |
| 1985  | Tikšanās uz Piena Ceļa                                  | réalisateur                                |
| 1986  | Aizaugušā grāvī viegli krist                            | scénariste, réalisateur                    |
| 1989  | Carmen Horrendum                                        | réalisateur                                |
| 1991  | Cilvēka bērns                                           | scénariste, réalisateur, acteur            |
| 1993  | Būris                                                   | acteur                                     |
| 1997  | Likteņdzirnas                                           | scénariste, réalisateur                    |
| 2000  | Vecās pagastmājas mistērija                             | scénariste, réalisateur                    |
| 2002  | Ipolits                                                 | scenārija autors, režisors                 |
| 2002  | Naktssargs un veļas mazgātāja                           | scénariste, réalisateur                    |
| 2004  | Rudens rozes                                            | scénariste, réalisateur                    |
| 2010  | Rūdolfa mantojums                                       | scénariste, réalisateur                    |